# Wielinger Bach
Der Wielinger Bach entsteht in Traubing aus dem Zusammenfluss des linken Schwarzen Grabens mit dem rechten Deixlfurter Bach und fließt nach weniger als 3 km nördlichen Laufs etwas östlich von Aschering mit dem Ascheringer Bach zum zunächst noch Weiherbach genannten Maisinger Bach zusammen.

## Verlauf
Der Schwarze Graben entsteht südwestlich von Traubing im östlichen Kerschlacher Forst aus dem Zusammenfluss einiger Waldgräben. Er fließt dann nach seinem Waldaustritt etwa entlang der B 2 auf Traubing zu.
Der rechte Oberlauf Deixlfurter Bach entfließt beim Ort Deixlfurt dem Deixlfurter See auf etwa 694 m ü. NHN und läuft in einem etwas nach rechts ausholenden Bogen im Wesentlichen nordwärts. Der Deixlfurter See hat einige Zuflüsse aus verschiedenen Richtungen, die längsten davon entstehen westlich bis südwestlich des Sees im Bereich des Streusiedlungsortes Obertraubing.
Der Wielinger Bach nimmt noch im Tutzinger Ort Traubing nahe der Kirche von Westen her verdolt unter der Andechser Straße den Hauzengraben auf, er wird anfangs noch ein Stück weit auch Schwarzer Graben genannt und fließt dann zunächst weiter entlang der B 2 ostnordostwärts bis zum Feldafinger Ort Wieling, wo ihn von Süden her der Katzengraben verstärkt, der zuvor auf 654 m ü. NHN den Egelsee durchlaufen hat. Nach Wieling wendet er sich nach Norden und an einem Wasserwerk sogar kurzzeitig nach Westen. Danach wechselt er wieder auf Nordlauf und von links läuft auf der Gemeindegrenze zu Pöcking der Markbach zu. Hiernach wird er ein kurzes Stück lang Weihergraben genannt, bis er sich, zuletzt ebenfalls Grenzbach zu Pöcking, östlich von Aschering mit dem Ascheringer Bach zum Maisinger Bach vereint, der dann anfangs ebenfalls Weiherbach genannt wird.
Der Wielinger Bach selbst ist etwa 2,9 km lang, zusammen mit seiner Oberlauffolge, beginnend mit einem Zufluss des Deixlfurter See aus der Gegend von Obertraubing, sogar 8,8 km.